# تيرداري (بهمئي غرمسيري الجنوبي)
تيرداري (بالفارسية: تیرداری) هي قرية تقع في إيران في قسم بهمئي غرمسیري الجنوبي الريفي. يقدر عدد سكانها بـ 151 نسمة بحسب إحصاء 2016.